# Saint-Allouestre
Saint-Allouestre é uma comuna francesa na região administrativa da Bretanha, no departamento de Morbihan. Estende-se por uma área de 16,48 km². Em 2010 a comuna tinha 642 habitantes (densidade: 39 hab./km²).